# Holzingerhaus

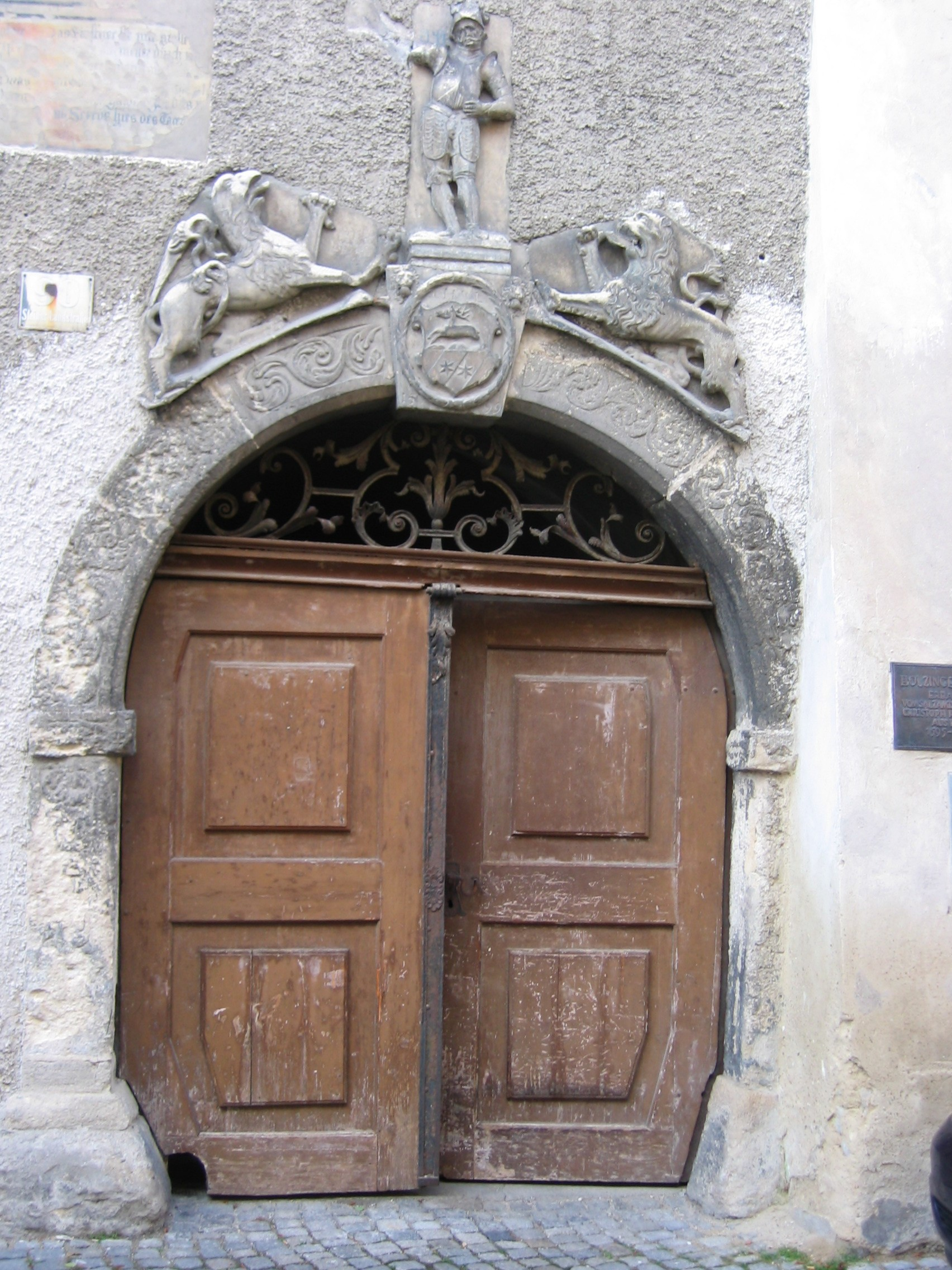
Portal des Holzingerhauses in Krems/Stein

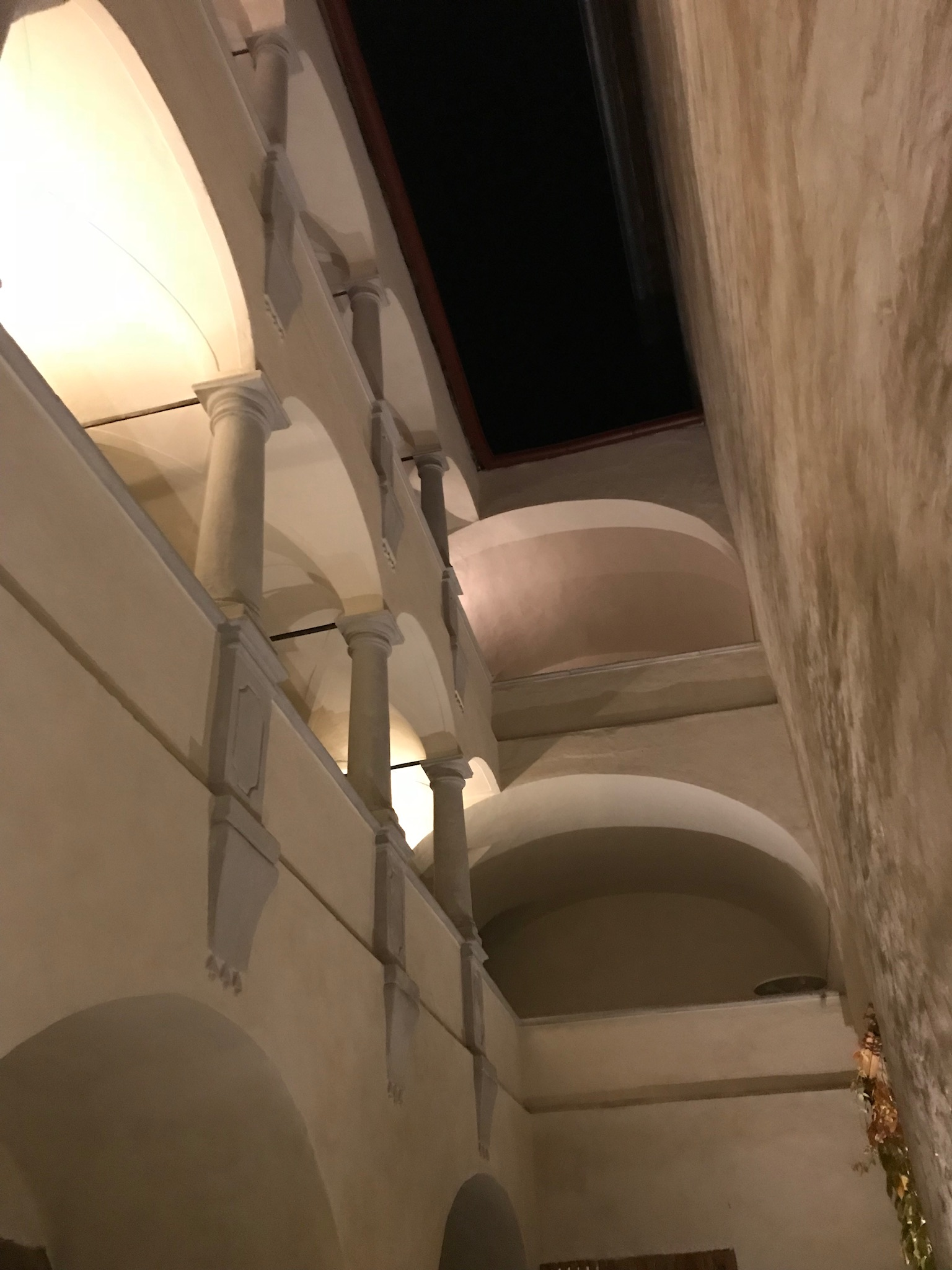
Arkadenhof des Holzingerhauses

Das Holzingerhaus steht in der Steiner Landstraße auf Nr. 90 in Stein an der Donau in der Stadtgemeinde Krems an der Donau in Niederösterreich. Das Gebäude steht unter Denkmalschutz (Listeneintrag).

## Geschichte
Das Holzingerhaus wurde von 1595 bis 1599 von Christoph Holzinger erbaut.

## Architektur
Die dreigeschoßige und dreiachsige Straßenfront ist mit einer hohen gequaderten Blendattika vor dem Schopfwalm ausgestattet. Die Fassade hat an den Seiten Putzlisenen und verfügt unter anderem über ein architraviertes Steingewändefenster sowie über ein kleines abgemauertes gotisches Fenster. Das seitlich angeordnete Portal ist rundbogig und hat im Gewände Rankenfelder. Der Keilstein trägt Holzingers Wappen und die Nennung 1599 C H V L. Darüber ist die Relieffigur eines Ritters mit Kelch zu sehen, seitlich und auf den Schenkeln des Bogens zeigt sich ein Greif und ein Löwe. Das Oberlichtgitter wurde Mitte des 18. Jahrhunderts angefertigt. Wandmalereien aus dem 16. Jahrhundert zeigen den hl. Florian mit einem Sinnspruch, rechts davon zeigt sich ein Fragment einer Lucretia mit einer gleichfalls fragmentierten Minuskelinschrift.
Die Einfahrt hat ein Tonnengewölbe, dahinter folgen Kreuzgratgewölbe. Der hofseitige Gebäudeflügel hat zweigeschoßig Arkaden auf toskanischen Säulen mit flachen putzgratbelegten Kreuzgratgewölben.
Die Innenräume und die Halle über der Einfahrt haben teils Kreuzgratgewölbe und Stuckdekor mit Gurten und Bändern aus dem Ende des 16. Jahrhunderts. Im Obergeschoß des Stiegenhauses sind Spiegelgewölbe mit Stichkappen und Stuckbändern aus dem Anfang des 17. Jahrhunderts, mit Cyma, Eierstab, Rosetten und Medaillons mit Löwenköpfen. Im Gebäude gibt es ein Renaissance-Portal um 1600 mit einem Dreieckgiebel sowie Portale mit verstäbter Rahmung aus dem 16. Jahrhundert. Das 2. Obergeschoß hat Flachdecken mit vegetabilem Stuck um 1700, bzw. Stuckkassettierungen um 1740.
Im Hinterhaus gibt es ein abgefastes Rundbogenportal mit einer Eisenplattentür und Fenster mit gekehlten Fenstersohlbänken aus dem Ende des 16. Jahrhunderts.